# Bella ciao
Bella ciao är en kampsång från de italienska partisanerna som kämpade emot det fascistiska Italien. Låten finns i en tidigare version som handlar om de socialistiska risarbetarna Le Mondine som kämpade för sina rättigheter. Originaltextförfattare och kompositör är okänd. Sången finns idag i flera olika översättningar. Den svenska sånggruppen Bella Ciao tog sitt namn från sången. 
Under 2018 blev låten åter populär via Netflix tv-serie La casa de papel där den spelas många gånger.  